# Wybory prezydenckie w Bułgarii w 2016 roku
Wybory prezydenckie w Bułgarii w 2016 roku zostały przeprowadzone w dwóch turach – 6 i 13 listopada 2016. W ich wyniku wyłoniono nowego prezydenta Bułgarii, wraz z którym wybrano także wiceprezydenta tego kraju.
Zwycięzcą wyborów został generał Rumen Radew, startujący jako kandydat niezależny z poparciem Bułgarskiej Partii Socjalistycznej. Wiceprezydentem została eurodeputowana BSP Ilijana Jotowa. W drugiej turze głosowania para ta pokonała kandydatów GERB, którymi byli przewodnicząca Zgromadzenia Narodowego Cecka Caczewa i wiceadmirał Płamen Manuszew. W pierwszej turze startowało łącznie 21 kandydatów, poza tym wyborcy mieli możliwość oddania ważnego głosu „na żadnego kandydata”. Wśród pretendentów do urzędu prezydenta byli Krasimir Karakaczanow (kandydat Frontu Patriotycznego i Ataki), przedsiębiorca Weselin Mareszki, wspierany przez Ruch na rzecz Praw i Wolności były premier Płamen Oreszarski, były minister Trajczo Trajkow z Bloku Reformatorskiego oraz były wicepremier Iwajło Kałfin z Alternatywy na rzecz Bułgarskiego Odrodzenia.
Urzędujący prezydent Rosen Plewneliew nie ubiegał się o wybór na kolejną kadencję (decyzję o rezygnacji ogłosił w maju 2016).

## Wyniki wyborów
| Kandydat               | Pierwsza tura | Pierwsza tura | Druga tura | Druga tura |
| Kandydat               | Głosy         | %             | Głosy      | %          |
| ---------------------- | ------------- | ------------- | ---------- | ---------- |
| Rumen Radew            | 973 754       | 25,44         | 2 063 032  | 59,37      |
| Cecka Caczewa          | 840 635       | 21,96         | 1 256 485  | 36,16      |
| Krasimir Karakaczanow  | 573 016       | 14,97         |            |            |
| Weselin Mareszki       | 427 660       | 11,17         |            |            |
| Płamen Oreszarski      | 253 726       | 6,63          |            |            |
| Trajczo Trajkow        | 224 734       | 5,87          |            |            |
| Iwajło Kałfin          | 125 531       | 3,28          |            |            |
| Tatjana Donczewa       | 69 372        | 1,81          |            |            |
| Żorż Ganczew           | 27 928        | 0,73          |            |            |
| Pozostali              | 97 200        | 2,54          |            |            |
| Na żadnego kandydata   | 214 094       | 5,59          | 155 411    | 4,47       |
| Głosy nieważne i puste | 119 925       | –             | 66 036     | –          |
| Razem                  | 3 947 575     | 100           | 3 540 964  | 100        |
| Wyborcy/frekwencja     | 7 014 723     | 56,28         | 7 020 119  | 50,44      |